# 이주 (1468년)
이주(李胄, 1468년~1504년)는 조선 중기의 문신이자 시인이다. 본관은 고성(固城). 자는 주지(胄之), 호는 망헌(忘軒). 좌의정 이원(李原)의 증손으로, 아버지는 현감 이평(李泙)이며, 어머니는 허추(許樞)의 딸이다. 김종직(金宗直)의 문인이다.

## 생애
1488년(성종 19) 별시 문과에 급제한 뒤 전임사관인 예문관 검열과 사간원 정언을 역임했다. 1498년(연산군 4) 무오사화 때 김종직의 문인으로 몰려 진도로 귀양갔다가, 1504년 갑자사화가 일어나자 앞서 궐내에 대간청을 설치할 것을 청한 일이 있다는 이유로 김굉필(金宏弼) 등과 함께 사형에 처해졌다.
성품이 어질며 글을 잘 지었고, 시에는 성당(盛唐)의 품격이 있었으며, 정언으로 있을 때에는 직언으로 유명하였다. 주로 삼사(三司)에서 활약하였다. 도승지에 추증되었다. 시호는 충원(忠元)이다.

## 문학 세계
관직에 있을 때 남긴 작품으로는 삼각산을 겨울에 다녀오고 남긴 시편들과, 명나라 사신으로 가 그곳의 풍광을 읊은 시들이 있다. 성리학적 이념이나 강개한 현실 인식을 담기보다는 정경이 어우러지는 호쾌한 시를 주로 썼다. 진도 유배기에는 좌절과 울분을 시를 지으며 이겨내는 모습을 보였다. 두보 시의 영향을 받아 일관되게 두시의 의경이나 표현이 보인다. 정경의 융합이 특출한 당풍의 시세계를 이루었다.
허균이 이주를 평가하면서 “비로소 당시를 배웠다”(始學唐詩)라 하여 조선의 당시가 그에게서 시작됐다고 판단했으며, 이후 여러 비평가들이 그 견해에 동의했다.

## 저서
- 《망헌시집》(忘軒詩集) : 1567년 최숙생이 함흥부에서 간행[3]
- 《망헌선생유고》(忘軒先生遺稿) : 1571년 장범이 간행[3]
- 《망헌선생문집》(忘軒先生文集) : 앞 두 책을 저본으로 1804년 이의수 등이 간행. 시 143수, 부 1수, 사 4수, 송 1수, 잡저 2편 수록[3]